# Муха, Анна
Анна Муха (пол. Anna Mucha) — польская актриса театра и кино, телеведущая и актриса озвучивания.

## Биография
После получения среднего образования в варшавском Лицее им. Стефана Батория поступила на отделение прикладных общественных наук Варшавского университета. С сентября 2007 по июль 2008 года жила в Нью-Йорке, где посещала занятия по актёрскому мастерству в Институте театра и кино Ли Страсберга. На большом экране дебютировала в возрасте 9 лет в фильме Анджея Вайды «Корчак» (1990), а свою первую главную роль сыграла в фильме «Проклятая Америка» (пол. Przeklęta Ameryka, 1991).

## Избранная фильмография
| Год       |   | Русское название | Оригинальное название | Роль                                |
| --------- | - | ---------------- | --------------------- | ----------------------------------- |
| 1990      | ф | Корчак           | Korczak               | Сабинка / Sabinka                   |
| 1993      | ф | Список Шиндлера  | Schindler’s List      | Данка Дреснер / Danka Dresner       |
| 1996      | ф | Девочка Никто    | Panna Nikt            | Кася / Kasia                        |
| 1999      | ф | Парни не плачут  | Chłopaki nie płaczą   | проститутка Лили / prostytutka Lili |
| 2010—2011 | с | Прямо в сердце   | Prosto w serce        | Моника Милевская / Monika Milewska  |